# Fröschebron
De Fröschebron is een beek in Nederlands Zuid-Limburg in de gemeente Gulpen-Wittem. De beek ligt tussen de buurtschappen Diependal en Terziet ten zuiden van Epen op de linkeroever van de Terzieterbeek, een zijrivier van de Geul. Ten noorden van de laagte waardoor de Fröschebron stroomt ligt de Diependalsweg (met daaraan het grootste deel van de buurtschap en de Sint-Genovevakapel) en ten zuiden van de laagte de Morgensweg.
De beek heeft vier takken die hogerop samenvloeien tot twee takken en niet ver daarna tot één tak.

## Ligging
De beek ligt in het Geuldal in de overgang naar het Plateau van Crapoel dat in het westen omhoog rijst. Hoger op de helling ligt het Onderste Bosch. De beek ontspringt vier keer in Diependal bij de Diependalsweg en de Morgensweg, midden in Diependal. De beek stroomt daarna in oostelijke richting om na ongeveer een kilometer bij Terziet te eindigen. Hier mondt de beek tussen de Bredebron en de Platergrub in de Terzieterbeek uit.

## Geschiedenis
Lange tijd verkreeg de bevolking van Diependal haar drinkwater van de Fröschebron. Het water was dermate helder dat het ook tot ongeveer 1970 verkocht werd als tafelwater met het opschrift:

Afkomstig uit de bron Diependal